# Don’t Fight the Feeling
Don't Fight the Feeling – siódmy minialbum grupy EXO, wydany 7 czerwca 2021 roku przez wytwórnię SM Entertainment. Minialbum promowała piosenka o tym samym tytule. Album jest pierwszym nowym materiałem grupy od czasu albumu studyjnego Obsession z 2019 roku i zawiera powrót członków Xiumin, Lay i D.O. od czasu Don't Mess Up My Tempo (2018). Don't Fight the Feeling zdobył pierwsze miejsce na liście Gaon Album Chart i sprzedał się w ponad milionie kopii, co czyni go szóstym albumem Exo, który osiągnął ten kamień milowy.

## Tło wydania
W połowie 2020 roku dwóch członków Exo – Chen i Suho – zrobiło sobie przerwę, aby odbyć swoją obowiązkową służbę wojskową. Kilka miesięcy później, dwaj wcześniej odbywający swoją obowiązkową służbę wojskową członkowie - Xiumin i D.O. - którzy byli nieaktywni od czasu piątego albumu studyjnego zespołu Don't Mess Up My Tempo (2018), zostali zwolnieni z wojska i wznowili działalność w zespole. 8 kwietnia 2021 roku, dziewięć lat po debiucie Exo, zespół opublikował wideo, w którym aktywni członkowie – Xiumin, Chanyeol, Baekhyun, D.O., Kai i Sehun – uczcili rocznicę i ujawnili, że przygotowują się do kolejnego wydania.
10 maja Exo ogłosili wydanie „specjalnego albumu” zatytułowanego Don't Fight the Feeling. Od 24 maja stopniowo publikowano futurystyczne obrazy i filmy promocyjne związane z minialbumem. 26 maja ogłoszono, że Lay, który również był nieaktywny od czasu Don't Mess Up My Tempo, wziął udział w projekcie. Z powodu pandemii COVID-19, Lay nie spotkał się z członkami, pracując nad albumem. 7 czerwca Don't Fight the Feeling i teledysk do głównego utworu zostały wydane równocześnie.

## Lista utworów
| CD | CD                              | CD                                                           | CD                                                                                                | CD                          | CD      |
| Nr | Tytuł utworu                    | Tekst                                                        | Kompozycja                                                                                        | Aranżacja                   | Długość |
| -- | ------------------------------- | ------------------------------------------------------------ | ------------------------------------------------------------------------------------------------- | --------------------------- | ------- |
| 1. | „Don't Fight the Feeling”       | Kenzie                                                       | Mike Jiminez, Damon Thomas, Tesung Kim (Iconic Sound), Tha Aristocrats, Tiyon "TC" Mack, Moon Kim | Tha Aristocrats             | 2:56    |
| 2. | „Paradise” (kor. 파라다이스)    | Brandon Arreaga, Edwin Honoret, Jake Torrey, Michael Matosic | Brandon Arreaga, Edwin Honoret, Jake Torrey, Michael Matosic                                      | Brandon Arreaga             | 3:37    |
| 3. | „No Matter” (kor. 훅!)          | Mok Ji-min (lalala Studio)                                   | Skylar Mones, Andreas Öberg, Patrick Hartman                                                      | Skylar Mones, Andreas Öberg | 3:42    |
| 4. | „Runaway”                       | Seo Ji-eum                                                   | Kevin White (Rice n' Peas), Mike Woods (Rice n' Peas), Andrew Bazzi (Rice n' Peas)                | Rice n' Peas                | 3:27    |
| 5. | „Just as Usual” (kor. 지켜줄게) | Thama (Devine Channel)                                       | San (Vendors), Fascinador (Vendors), Zenur (Vendors), Shaquille Rayes                             | Vendors                     | 3:27    |

## Notowania
| Lista                                    | Pozycja | Źr.    |
| ---------------------------------------- | ------- | ------ |
| South Korean Albums (Gaon)               | 1       | [ 11 ] |
| Finnish Albums (Suomen virallinen lista) | 39      | [ 12 ] |
| Hungarian Albums (MAHASZ)                | 29      | [ 13 ] |
| Japanese Albums (Oricon)                 | 3       | [ 14 ] |
| Japan Hot Albums (Billboard Japan)       | 6       | [ 15 ] |
| Polish Albums (ZPAV)                     | 27      | [ 16 ] |
| US World Albums (Billboard)              | 8       | [ 17 ] |

## Sprzedaż
| Kraj             | Sprzedaż   |
| ---------------- | ---------- |
| Korea Południowa | 1 326 189+ |
| Japonia          | 46 966+    |
| Chiny            | 503 481+   |